# Вулиця Яна де Вітте
Ву́лиця Яна де Вітте — вулиця в Кам'янці-Подільському.

## Розташування
Вулиця Люби Берлін пролягла на Руських фільварках Кам'янця-Подільського. Сполучає вулиці Нагірну та Кренкеля. Підсумкові показники: справа — № 14, зліва — № 17. Вулиця на початку має зліва невеликий тупиковий відросток.

## Історія назв
Первісно вулиця Віттовська.
Постановою президії Кам'янець-Подільської міської ради від 9 квітня 1936 року перейменовано на вулицю Люби Берлін — в пам'ять про радянську парашутистку Любов Берлін, яка загинула 26 березня 1936 року.
4 липня 2017 року вулиці повернули ім'я відомого архітектора Яна де Вітте.